# Dagüey
Dagüey es un barrio ubicado en el municipio de Añasco en el estado libre asociado de Puerto Rico. En el Censo de 2010 tenía una población de 1626 habitantes y una densidad poblacional de 477,05 personas por km².

## Geografía
Dagüey se encuentra ubicado en las coordenadas 18°18′21″N 67°7′39″O / 18.30583, -67.12750. Según la Oficina del Censo de los Estados Unidos, Dagüey tiene una superficie total de 3.41 km², que corresponden a tierra firme.

## Demografía
Según el censo de 2010, había 1626 personas residiendo en Dagüey. La densidad de población era de 477,05 hab./km². De los 1626 habitantes, Dagüey estaba compuesto por el 85.42% blancos, el 4.74% eran afroamericanos, el 8% eran de otras razas y el 1.85% pertenecían a dos o más razas. Del total de la población el 98.71% eran hispanos o latinos de cualquier raza.